# Аз съм животно
„Аз съм животно“ (на английски: I Am an Animal) е документален филм на САЩ.
Това е история на Ингрид Нюркърк и международната организация за защита на животните ПЕТА. Филмът е излъчен по HBO през 2007 г.
Във филма участват: Памела Андерсън, Марк Бууер, Ралф Дел.
Режисьор на продукцията е Матю Гарклин.